# Семнан
Семнан (перс. سمنان) — місто на півночі Ірану з населенням, оціненим в 119 778 жителів (2005). Це адміністративний центр остану Семнан. Семнан розташований біля південного підніжжя гір Ельбурс та знаходиться на висоті 1138 метрів вище рівня моря. Це регіональний ринок для місцевого зерна і бавовни.

## Історія
Виробництво текстилю і килимів — найважливіші галузі промисловості в історії міста. Семнан має дуже потужне промислове підприємство особливо в області автомобілебудування (автомобілі і велосипеди). Семнан традиційно був важливою зупинкою в дорозі на торговельних маршрутах між Тегераном (220 кілометрів) і Мешхедом (685 кілометрів), і сьогодні пов'язаний з цими двома містами дорогою і залізницею.

## Мова
Семнан має свою власну мову, відмінну від фарсі якою розмовляють в решті країни. Мова Семнан (Семані) відрізняється від фарсі, хоч це теж одна з мов гілки Пехлеві. «Пехлеві» — це так звана середньоперська мова серед сучасних нащадків якої фарсі та семані. «Семані» має власну граматику і словники. Місцевою мовою, Семнан називають Семан, і людей і мову Семнан називають Семані.
Старий Семнан складався з чотирьох областей: Шаджі, Наазаар, Латібаар, і Есфанджан. Кожна область має відмітний місцевий акцент, який трохи відрізняється від інших. Шаджі — найбільша частина Семнану, розташована більше на схід від міста з жителями, званими Шаджіж. На заході міста — район Мейлх, який раніше був окремим поселенням, а не частиною міста Семнан. Місцевою мовою жителі відомі як Мейлж. Мейлх — складаються з трьох частин Куєрі (Кодівар), Кушмакаан, Завакаан. Сьогодні Мейлх — частина Семнана.

## Культура
У місті є університет, заснований в 1974 р., також медичний та ісламський університети.